# Метопон
Метопо́н (5-метилгидроморфона гидрохлорид) является аналогом опиата, производный метилированного гидроморфона который был изобретен в 1948 году в качестве обезболивающего средства.

## Фармакологические свойства
Метопон иногда используется в медицине, но, несмотря на большую длительность действия, чем гидроморфон, метопон менее биодоступен при приеме внутрь, хоть и более чем морфин. В целом метопон имеет несколько преимуществ, чтобы более широко использоваться в качестве опиоидного анальгетика, меньше приводит к появлению тошноты и угнетению дыхания по сравнению с морфином.

## Правовой статус
В России метопон входит в Список I Перечня наркотических средств, психотропных веществ и их прекурсоров, подлежащих контролю в Российской Федерации (оборот запрещён).